# 兵庫県道70号十二所澤線
兵庫県道70号十二所澤線（ひょうごけんどう70ごう じゅうにしょさわせん）は、兵庫県養父市から朝来市を結ぶ主要地方道（兵庫県道）である。

## 概要
以前は兵庫県道70号養父朝来線だったが、2013年4月1日に兵庫県道70号十二所澤線に改称した。

### 路線データ
- 起点：養父市十二所（兵庫県道6号養父宍粟線）
- 終点：朝来市澤（国道312号・澤第一交差点）
- 総延長：約25.952 km

## 歴史
- 1971年（昭和46年） 6月26日 - 建設省（現・国土交通省）が主要地方道養父朝来線を指定。
- 1972年（昭和47年）2月7日 - 兵庫県道70号養父朝来線を制定。
- 1993年（平成5年）5月11日 - 建設省から養父朝来線が主要地方道に再指定される[2]。
- 2013年（平成25年）4月1日 - 兵庫県道70号十二所澤線へ改称。

## 路線状況

### 重複区間
- 兵庫県道136号浅野山東線（養父市十二所 - 養父市稲津間）
- 国道429号（朝来市八代 - 朝来市八代・朝来インター前交差点）

## 地理

### 通過する自治体
- 養父市
- 朝来市

### 交差する道路
- 兵庫県道6号養父宍粟線（養父市十二所、起点）
- 北近畿豊岡自動車道 養父IC（養父市浅野）
- 兵庫県道136号浅野山東線（養父市稲津）
- 兵庫県道279号森大屋線（養父市森）
- 国道429号（朝来市八代）
- 播但連絡道路 朝来IC・国道429号（朝来市八代・朝来インター前交差点）
- 兵庫県道526号与布土桑市線（朝来市桑市）
- 兵庫県道104号物部藪崎線（朝来市物部）
- 国道312号（朝来市澤・澤（第一）交差点、終点）